# (37060) 2000 UK45
2000 UK45 (asteroide 37060) é um asteroide da cintura principal. Possui uma excentricidade de 0.18449120 e uma inclinação de 2.25121º.
Este asteroide foi descoberto no dia 24 de outubro de 2000 por LINEAR em Socorro.